# إيرين هايز (ممثلة)
إيرين هايز (بالإنجليزية: Irene Hayes) هي نجمة اجتماعية وصاحبة مطعم وسيدة أعمال وممثلة أمريكية، ولدت في 1896، وتوفيت في 16 سبتمبر 1975 في مانهاتن في الولايات المتحدة.